# 레키코끼리
레키코끼리(학명: Palaeoloxodon recki)는 아프리카·서아시아에 분포했던 코끼리과 팔라에올록소돈속에 속하는 대형 코끼리의 일종으로 현재는 절멸했다. 플라이오세-플라이스토세에 번성했으며 현존했을 당시에는 동아프리카 지역 대부분에서 생태 지위를 우점하고 있었던 종이다.